# 尼刻西波莉絲
尼刻西波莉絲（希臘語： Νικησίπολις；前四世紀人物），出身色薩利的費萊，可能是貴族之女。後來嫁給馬其頓國王腓力二世，她與腓力二世有一個女兒叫帖撒羅妮加。關於尼刻西波莉絲的出生背景和生平知道的不多，她很可能是費萊的伊阿宋之外甥女。

## 來源
Who's Who in the Age of Alexander the Great by Waldemar Heckel ISBN 9781405112109